# أرت بورتر جونيور
أرت بورتر جونيور (بالإنجليزية: Art Porter, Jr.) هو عازف جاز أمريكي، ولد في 3 أغسطس 1961 في ليتل روك في الولايات المتحدة، وتوفي في 23 نوفمبر 1996 في Sai Yok district ‏ في تايلاند بسبب غرق.

## وصلات خارجية
- أرت بورتر جونيور على موقع ميوزك برينز (الإنجليزية)
- أرت بورتر جونيور على موقع ميوزك برينز (الإنجليزية)
- أرت بورتر جونيور على موقع أول ميوزيك (الإنجليزية)
- أرت بورتر جونيور على موقع ديسكوغز (الإنجليزية)